# Echinococcus felidis
Echinococcus felidis (lateinisch: feles, die Katze) ist ein in Afrika vorkommender Bandwurm der Echinococcus-granulosus-Gruppe. Maßgeblicher Endwirt des Parasiten sind Löwen. Eier wurden zwar auch bei Tüpfelhyänen nachgewiesen, allerdings ist ihre Bedeutung als Endwirt bislang nicht bekannt. Als Zwischenwirt fungieren Warzenschweine, Zebras, Gnus, Buschschweine, Büffel und verschiedene Antilopen.